# キップス湾の上陸戦
キップス湾の上陸戦（英: Landing at Kip's Bay）は、アメリカ独立戦争中の1776年9月15日に、現在のニューヨーク市マンハッタン東海岸で行われたイギリス軍の上陸戦である。イギリス軍はニューヨーク占領のために大陸軍を8月下旬のロングアイランドの戦いで破り、マンハッタン島に後退した大陸軍を追ってイースト川を渡る必要があった。
イースト川に浮かぶイギリス海軍艦隊から事前の激しい艦砲射撃があり、上陸点を守っていた経験の足りないアメリカ側民兵は逃亡し、イギリス軍がキップス湾で抵抗もなく上陸することが可能になった。上陸後に行われた小競り合いにより、イギリス軍はアメリカ民兵の幾らかを捕まえた。上陸に続くイギリス軍の操軍によって、島の南東部に駐屯していた大陸軍部隊の逃亡路も危うく遮断されるところだった。この大陸軍部隊の脱出があまりに急速だったので、彼等を鼓舞しようとしていた大陸軍総司令官ジョージ・ワシントンはイギリス軍との前線に取り残されるような状態にまでなった。
この作戦はイギリス軍の決定的な成功であり、大陸軍はマンハッタン島のハーレムハイツまで後退を強いられ、島の南半分だったニューヨーク市はイギリス軍の支配下に入った。しかし、翌日に行われたハーレムハイツの戦いでは大陸軍が勝利した。

## 背景
アメリカ独立戦争は開戦の1775年から1776年前半までイギリス軍にとって思わしくない進行を重ねていた。包囲されていたボストンからは、1776年3月に大陸軍キャンプに重砲が到着したことで、ウィリアム・ハウが指揮していたイギリス軍はボストンからノバスコシアのハリファックスまで撤退を強いられることになった。ハウはハリファックスで軍隊を再編し、物資や援軍を受け取った。6月にはニューヨーク市を支配するための作戦を開始した。大陸軍のジョージ・ワシントン将軍は、イギリス軍の次の標的がニューヨーク市であることを予期し、軍隊をそこに移動させて、イズラエル・パットナム将軍には防御の準備をさせた。しかし、イギリス軍が上陸する可能性のある地点の数が多すぎて防衛準備は多難だった。
ハウの軍隊は7月初旬に抵抗もなくスタテン島に上陸を始め、さらに8月22日にはワシントンの大陸軍がかなりの防衛線を布いているロングアイランドにも抵抗無く上陸した。8月27日に行われたロングアイランドの戦いで、ハウはうまくワシントンの防衛軍側面を衝き、ワシントン軍を前にはイギリス軍、背後にはイースト川というブルックリンハイツの狭く危険な陣地に追い込んだ。8月29日から30日に掛けての夜、ワシントンはその全軍9,000名をヨーク島（現在のマンハッタン島）に川を渡って後退させることに成功した。
この脱出のときには規律と一体感を示した大陸軍も直ぐに絶望的な状況になった。民兵の中でかなりの者達が8月で終わる徴兵期間の者であり、軍隊を離れて故郷に戻った。指揮官の指導力も問題にされ、派手でカリスマ的な指揮官チャールズ・リー将軍の復帰をあからさまに望む兵士もいた。ワシントンはフィラデルフィアの第二次大陸会議に指示を求める文書を送った。特に当時はマンハッタン島の南端に過ぎなかったニューヨーク市を放棄し、焼き討ちされた場合の処置についてだった。「そのことから大きな都合の良さを引き出すことができるが、一方で多くの資産がイギリス軍に破壊されることだろう」とワシントンは書いていた。

## 地形
ヨーク島（マンハッタン島）は主に南端（現在ではローワー・マンハッタン）がニューヨーク市となっており、西にはグリニッジ・ヴィレッジ、北にはハーレム・ビレッジがあった。島の中央はほとんど住む人が無く、インディアンバーグやクラウンハイツなど幾つかの低い丘があった。この島から周辺の島には渡し船があり、本土のウェストチェスター郡（現在のブロンクス区）に渡す主要な渡し船は島の北端に近いキングスブリッジでハーレム川を渡るものだった。この島は西をハドソン川、東をロングアイランドとを分けるイースト川と2つの川に接していた。キップス湾は島の東側にある入江であり、現在のほぼ32番通りから38番通りまでと西の2番街まで伸びていた。この湾は現在では埋め立てられて存在しないが、1776年の当時、上陸を敢行するには格好の地点だった。岸の近くまで水深があり、上陸した部隊が集合するための大きな草原があった。この湾の対岸、ロングアイランドにはニュータウン・クリークの広い河口があって、これも草地に囲まれており、やはり優れた出発点になっていた。

## 作戦
ワシントンはハウ将軍がどのように次の手を打ってくるかが分からず、ヨーク島とウェストチェスター郡の岸に沿って薄く部隊を配置し、ハウの作戦の手掛かりになる情報を積極的に探していた。またハウ将軍の兄で、ニューヨークにいるイギリス海軍司令官でもあるリチャード・ハウ提督の旗艦HMSイーグルについてもある試みを命令していた。9月7日、最初に記録に残された潜水艇による戦闘行為があった。潜水可能なタートルのパイロットを志願したエズラ・リー軍曹がイーグルに接近し、爆発物を付けてくる任務だった。タートルのドリルは鉄の帯に当たって貫通することができず、爆発物を取り付けることができなかった。リーはそこから逃亡することができたが、方向を定めるために浮上した時に、偵察のためにイギリス軍が送った小さなボートをかわすために爆発物を手放さざるを得なくなった。その爆発物はイースト川で爆発し、何の損害も無かった。
一方ハウ将軍が率いるイギリス軍はイースト川の東岸を北へキングスブリッジの方に進んだ。9月3日の夜、イギリス海軍のフリゲート艦HMSローズが北向きに流れていた潮を活かして、30隻の平底船を曳いてイースト川を遡りニュートン・クリークの河口で碇泊した。翌日にはさらに多くの輸送船や平底船がイースト川を上った。戦艦3艦、HMSレナウン、HMSレパルスおよびHMSパールとスクーナーHMSトライアルがハドソン川を進んだ。

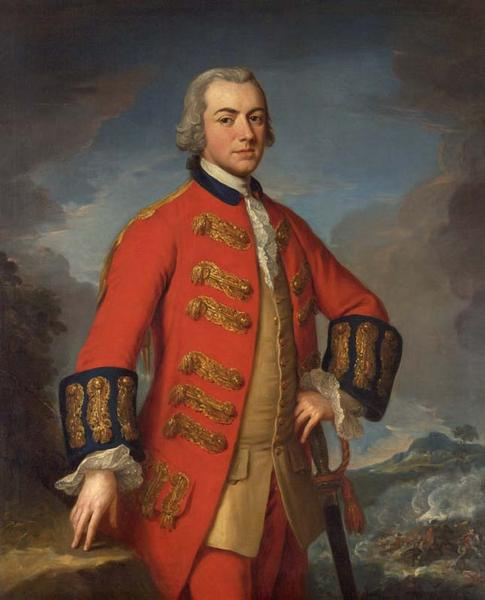
ヘンリー・クリントン将軍

9月5日、大陸軍のナサニエル・グリーン将軍は最近重病から軍隊任務に戻ったところだったが、ワシントンにニューヨークからの即時撤退を促す文書を送った。グリーンは、ロングアイランドを失った今ではニューヨーク市を保持することができないと論じていた。大陸軍はヨーク島の野営地に散開しており、イギリス軍の攻撃を防ぎきれない。もう一度大敗を喫すれば兵士の損失と士気の喪失によって大惨事になると主張していた。またニューヨーク市の焼き払いも推奨していた。ここを一旦イギリス軍に奪われれば、イギリス海軍に匹敵するか上回るような海軍でもなければ奪回は不可能だったからだった。グリーンは、ニューヨーク市を保つことでアメリカ側には利点が無いと要約し、ワシントンに作戦会議を招集するよう勧めた。しかし9月7日に作戦会議が招集された時までに、大陸会議議長のジョン・ハンコックから、ニューヨーク市は破壊すべきではないが、ワシントンがそこを守ることを求めるのではないという会議の決議を記した文書が到着した。大陸会議はハウ将軍と交渉を行うためにジョン・アダムズ、ベンジャミン・フランクリンおよびエドワード・ラトリッジの3人による代表団を送ることも決めていた。

## 準備

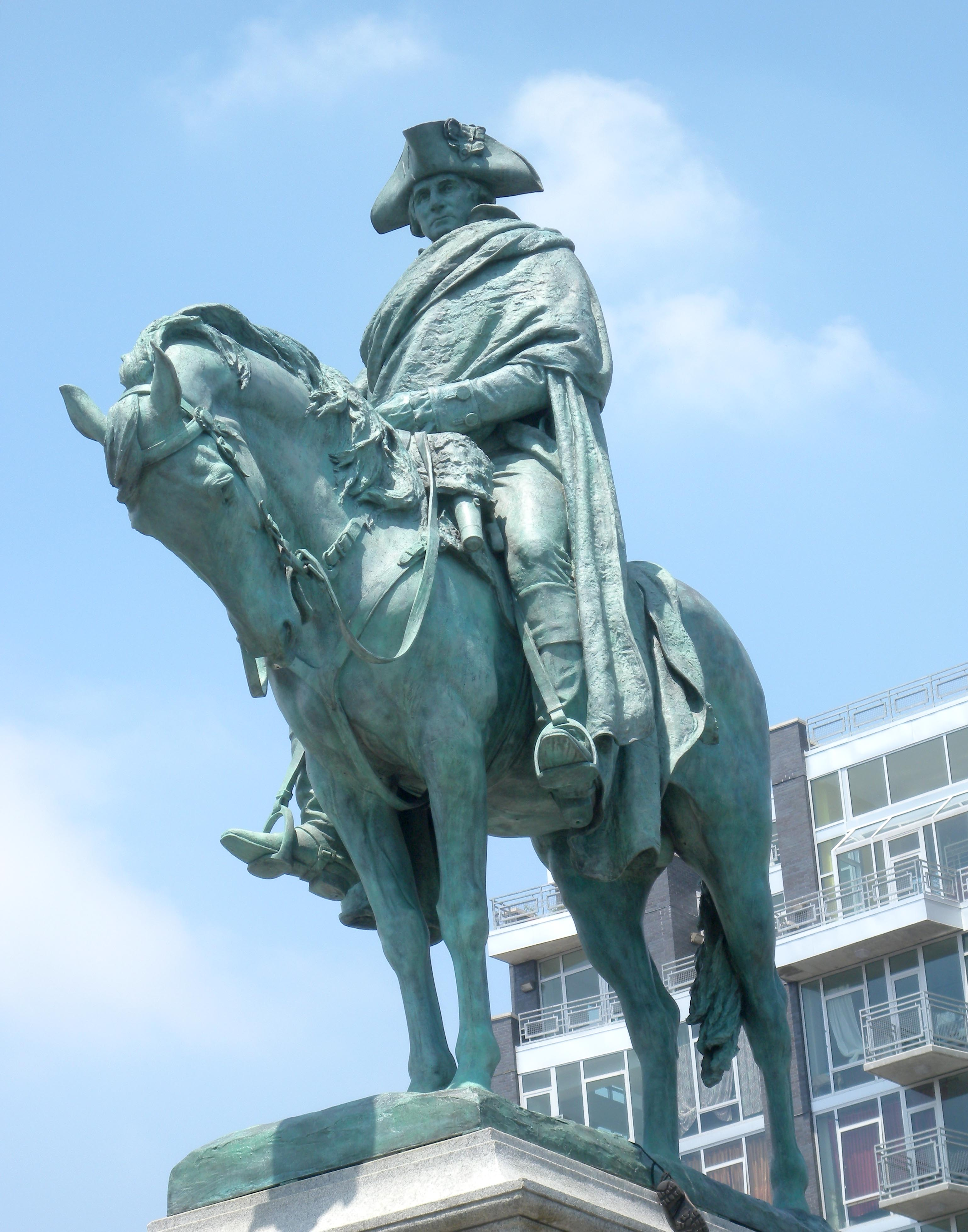
ブルックリンにあるジョージ・ワシントンの彫像

9月10日、イギリス軍はロングアイランドからハーレム川河口にある小さな島モントレサー島に移動して占領した。その翌日の9月11日、大陸会議の代表団がスタテン島に到着し、ハウ提督と数時間の会談を行った。このときハウ提督は大陸会議代表団が主張するような条件を飲む権限が与えられていなかったので、この会談からは何も得られなかった。しかしイギリス軍が行おうとしていた攻撃を遅らせたのは事実であり、ワシントンにとってはどこでどのようにイギリス軍と対峙するかを決断する時間ができた。
ワシントンは9月12日の作戦会議で、その将軍達と共にニューヨークを棄てる決断を下した。イズラエル・パットナム将軍の下に大陸軍4,000名がニューヨーク市とローワー・マンハッタンを守るために残留し、主力軍は北のハーレムとキングスブリッジに移動することとした。9月13日午後、イギリス軍主力が移動を開始し、海軍の戦艦リューバックとフェニックスおよびフリゲート艦HMSオルフェウスとケリーズフォートがイースト川を上り、ブッシュウィック・クリークに碇泊した。その搭載大砲数は148門に上り、6隻の輸送船を伴っていた。9月14日までに大陸軍は弾薬などの物資と病人をオレンジタウンまで急速に移動させた。利用可能な馬と荷車が全て動員され、この様子をジョセフ・リードは「大軍事運動」と表現した。偵察員がイギリス軍キャンプの移動を報告したが、ワシントンはこの時もイギリス軍がどこから攻撃してくるかを決めかねていた。その日の午後遅く、大陸軍の大半はキングスブリッジとハーレムハイツに移動し終えており、ワシントンもその夜に移動した。
ハウ将軍は当初9月13日の上陸を計画していたが、これは1759年のエイブラハム平原の戦いでジェームズ・ウルフ将軍の重要な上陸を行った日付を思い出させるものだった。ハウとヘンリー・クリントン将軍は攻撃地点で意見の不一致があった。クリントンはキングスブリッジで上陸すればワシントン軍をきっぱりと叩けると主張した。ハウはキップス湾とさらに北のホーンズフックの2か所で上陸させようと考えたが、船の水先案内人がハーレム川とロングアイランド湾の海水がイースト川と出逢うヘルゲート付近の水域が危険である警告したのでホーンズフックの方を断念した。風向きが悪くてさらに遅延した後、キップス湾を標的にした上陸は9月15日の朝に始まった。

## 上陸

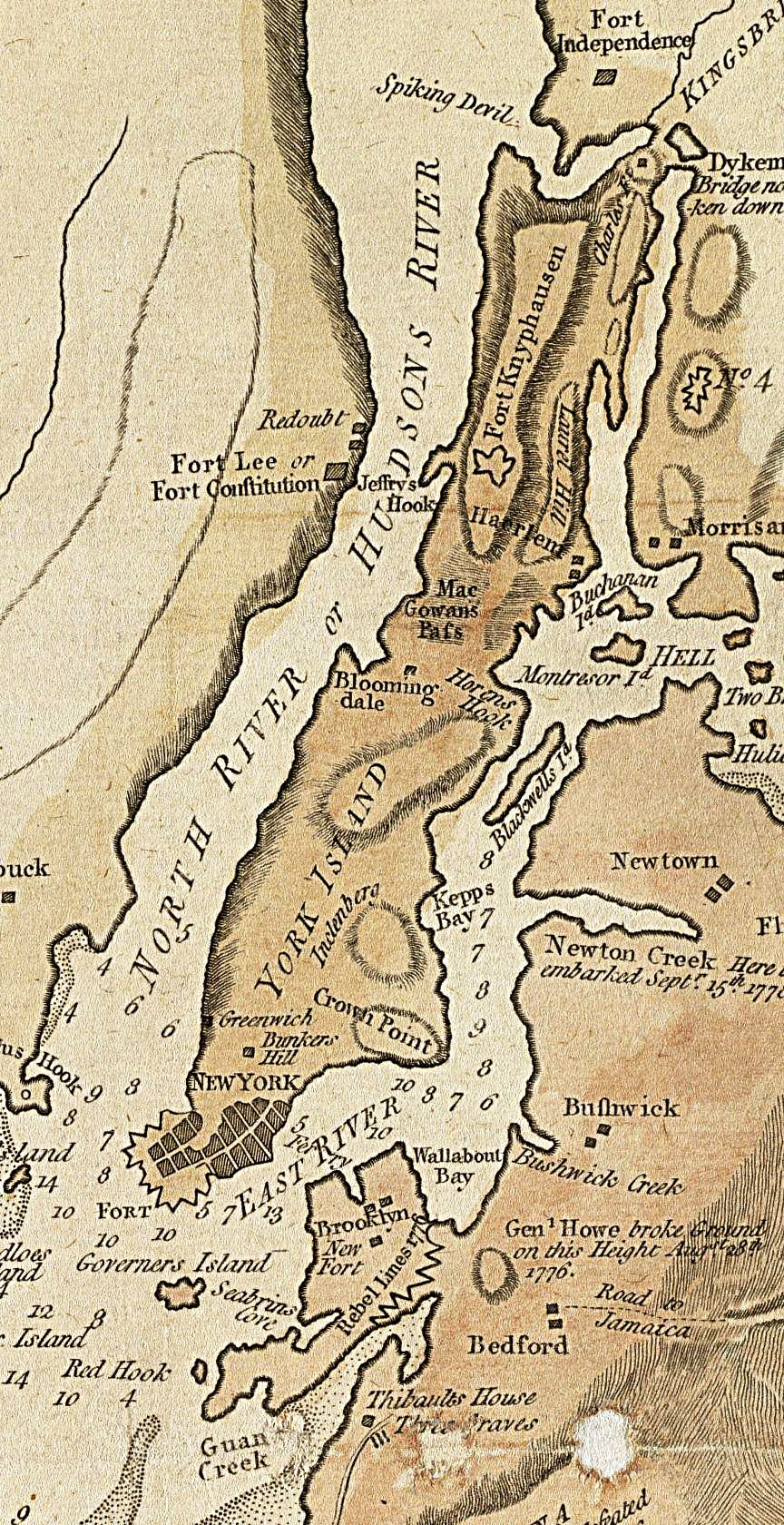
1781年のイギリスによるマンハッタンの地図、キップス湾はイースト川沿い、"Kepp's Bay"と書かれている。

ハウ提督は9月15日早朝に艦隊の艦船をハドソン川に送り、騒がしい陽動行動を行わせた。ワシントンとその副官達はそれが陽動行動であると判断し、島の北端に部隊を留め続けた。コネチカット民兵500名がウィリアム・ダグラス大佐の指揮で、キップス湾の大陸軍前線に大雑把な胸壁を築いたが、その兵士の多くは農民や商店主であり戦闘経験が無く、マスケット銃すら持っていなかった。その代わりに大鎌の刃を柱に取り付けた手製の矛を持っていた。かれらは夜通し起きており、24時間ほとんど何も飲み食いしておらず、夜明けにその粗末な堡塁越しに守っている陣地に近いイースト川に浮かぶ5隻のイギリス戦艦を眺めることになった。キップス湾の民兵は塹壕に潜っていたので、岸から200ヤード (180 m) に碇泊しているイギリス艦船も静かにしていた。この日は息苦しいくらい暑かった。午前10時頃、ハウから上陸任務を託されていたヘンリー・クリントン将軍が渡河開始の命令を下した。第1波は80隻以上の平底船であり、4,000名のイギリス兵とヘッセン兵（ドイツ人傭兵）が肩を付き合わせて乗船し、ニュートン・コーブから出てイースト川に入り、キップス湾の方向に向かった。
午前11時頃、5隻の戦艦が舷側の大砲から一斉射撃を始め、脆弱な大陸軍の胸壁を叩き潰し、民兵隊を恐怖に陥れた。ハウ提督の私設秘書官アンブローズ・サールは「陸軍や海軍の者でも聞いたことが無いような恐ろしく絶え間ない砲声」と記していた。80門近い大砲がほぼ1時間にわたって岸への砲撃を続けた。大陸軍兵は半ば泥と砂に埋まり、煙と埃のために反撃もできなかった。砲声が止むと、イギリス軍の平底船が煙の中から現れ、岸に向かっているのが見えた。この時までに大陸軍兵は恐慌に取り付かれた退却を始めており、イギリス軍は上陸を始めた。
ワシントンとその副官達は上陸が始まってから間もなく、そのハーレムハイツにあった指揮所から到着したが、退却する民兵達を再結集させることができなかった。キップス湾から約1マイル (1.6 km) 内陸でワシントンは乗馬して兵士の間に乗り入れ、激怒して激しく罵りながら兵士を振り向かせ、命令に従わせようとした。幾つかの証言に拠れば、彼は自制心を失っていた。劇鉄を起こしていない拳銃を振り回し、その剣を抜き、兵士の間を乗り回しながら威嚇して「壁を作れ！トウモロコシ畑に入れ！」と叫んだ。誰も従わないことがわかるとその帽子を地面に投げつけ、不快そうに「これがアメリカを共に守ろうとしている者達なのか？」と叫んだ。逃げていく兵士が前進してくるヘッセン兵の一隊との交戦を拒んだとき、ワシントンは乗馬鞭でその士官の何人かを殴ったとされている。ヘッセン兵は降伏しようとするアメリカ兵の多くに発砲し、銃剣で刺した。大陸軍サミュエル・パーソンズとジョン・フェローズ各将軍の指揮する2,000名の大陸軍が北から到着したが、壊滅的な民兵の退却を目撃して彼等も振り向いて逃げ出した。ワシントンはこの時も怒り心頭に発している状態であり、敵から100ヤード (90 m) もない所まで乗り進んだが、副官達が何とか戦場から脱出させた。さらに多くのイギリス兵が上陸してきており、その中には軽歩兵、擲弾兵およびヘッセンの猟兵がいた。彼等は散開して幾つかの方向に前進した。午後遅くまでにさらに9,000名のイギリス兵がキップス湾で上陸しており、ハウは1個旅団をニューヨーク市占領のために送り出した。大陸軍兵の大半が北に向かって逃亡したが、全てが逃げられた訳ではなかった。あるイギリス軍士官は「ヘッセン兵が反乱者の頭を胴から切り落とし、塹壕の中の柱に叩き付けた」と記していた。南に進んだ旅団は半マイル (0.8 km) 先のワッツ農場（現在の23番通り近く）まで進んで、大陸軍の堅い抵抗に遭った。北に進んだ部隊は現在のレキシントン・アベニューの真西、インクレンバーグ（現在のマレーヒル、キップス湾西の高台）で停止した。これはハウ将軍が侵略軍の残りに待機を命令したことに拠っていた。このことは上陸点より南にいた数千の大陸軍部隊にとって非常に幸運だった。クリントン軍がハドソン川に向かって西進を続けていれば、大陸軍の3分の1近い勢力を持っていたパットナム軍を主力から遮断でき、ローワー・マンハッタンに閉じ込めていたはずである。

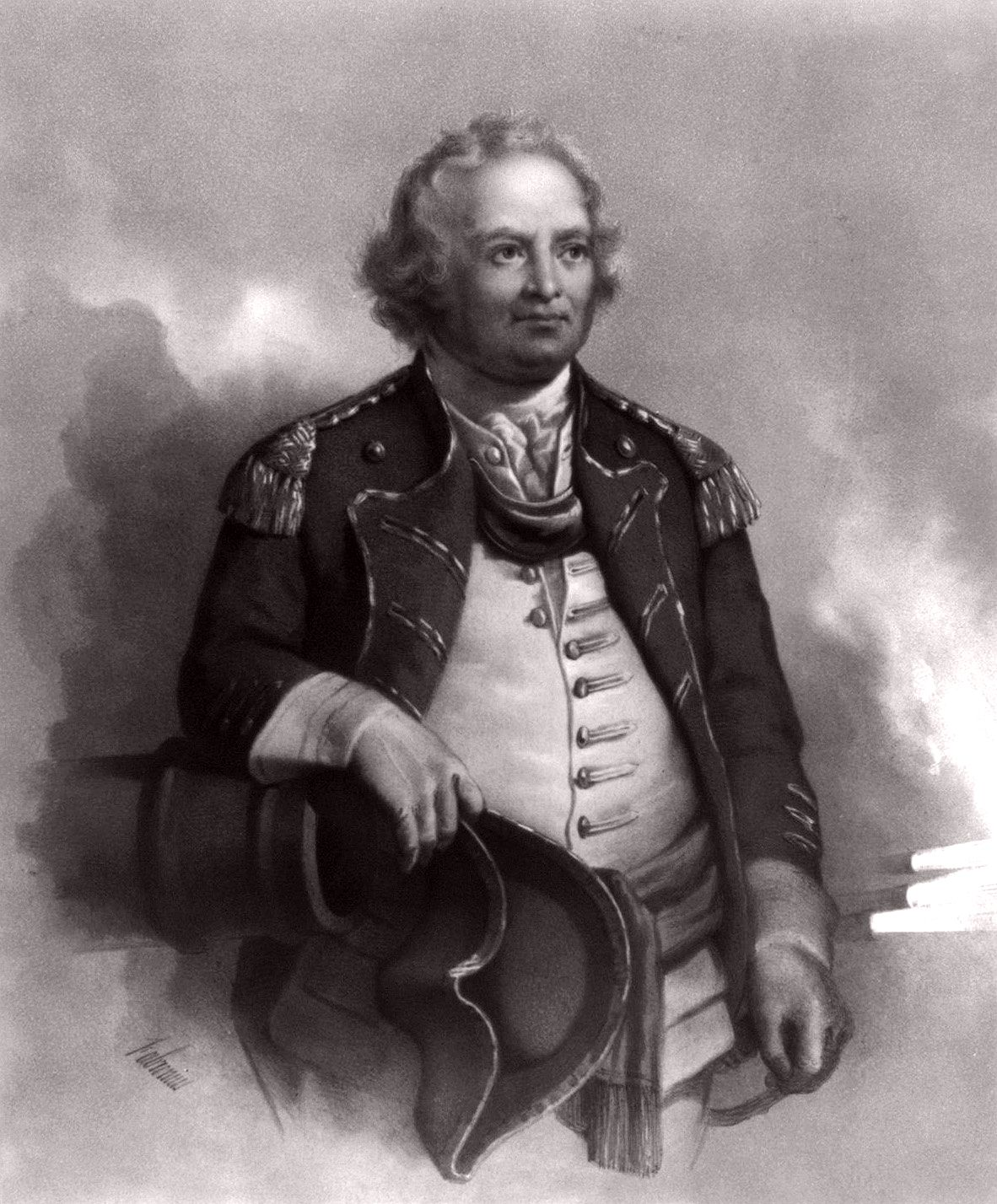
イズラエル・パットナム将軍

パットナム将軍は上陸が始まった時にその部隊の幾らかを連れて北に来ていた。その部隊がニューヨーク市に閉じ込められる危険性についてワシントンと短時間話し合った後、パットナムは部隊の退却を指揮するために南に馬で向かった。行軍を鈍くするような物資や装備は放棄し、副官のアーロン・バーの案内に従って、その部隊はハドソン川沿いを北に向かった。パットナム軍の強行軍は素早く、イギリス軍の前進は緩りだったので、パットナム軍の最後の小隊が前進してくるイギリス軍と小競り合いを演じただけだった。パットナムとその部隊が日暮れ後にハーレムの主キャンプに入ったとき、その部隊の喪失を覚悟していた者達の喝采に迎えられた。ヘンリー・ノックスはハドソン川に浮かぶ船を捕まえて寸手の所で脱出し、さらに遅い時間に到着したので、彼も興奮し熱狂的な歓迎に迎えられ、ワシントンからの抱擁までを受けた。

## 戦闘の後
イギリス軍はニューヨーク市に残っていた市民に歓迎された。市民は大陸軍の旗を降ろし、ユニオンジャックを掲げた。ハウはニューヨーク市を素早く占領し、しかも最小の犠牲でと願っていたので、この侵略は完全な成功と考えた。ハウはその日大陸軍との戦闘継続を望まず、ハーレムの手前で軍隊を停止させた。
ワシントンはその軍隊の行動をひどく怒り、それを「恥ずべき」また「けしからぬ」行動だと言った。既に悪い評判を得ていたコネチカットの民兵隊は臆病者と呼ばれ、大潰走の責任を問われた。しかし、他の者はより慎重であり、ウィリアム・ヒース将軍の場合は「ロングアイランドで受けた傷がまだ癒えていない。兵士とまでは言わないが士官達は（ニューヨーク）市が守るに値しないことを知っている」と語っていた。コネチカットの民兵隊が気力を失わせる砲撃の下と圧倒的な（敵）勢力の前でヨーク島を守るために留まっていたとしても、彼等は全滅していたことであろう。
翌9月16日、両軍はハーレムハイツの戦いを起こした。